# Масланткерінг
Масланткерінг (нід. Maeslantkering) або бар'єр Маслант — штормовий бар'єр на каналі Ньїве-Ватервег дельти Рейну, розташований між голландськими містами Хук-ван-Холланд і Маасслейс. Бар'єр виконано у вигляді воріт, що закриваються в разі шторму. Завершений в 1997 році Масланткерінг є однією зі споруд, створених в рамках проекту «Дельта».
Бар'єр Масланткерінг є однією з найбільших рухомих споруд на Землі, разом з Грін-Бенкським телескопом в США і екскаватором Bagger 288 у Німеччині.

## Вибір плану
Створення Масланткерінгу входило до проекту «Europoortkering» щодо захисту гавані Роттердама, Європорт, а також навколишніх міст і земель від повеней (останній етап проекту «Дельта»). Спочатку планувалося посилити існуючі дамби, що прямують на 50 км вглиб материка, проте в 1980-х роках стало зрозуміло, що для здійснення цієї задумки буде потрібно близько 30 років і великі грошові вкладення. Це також призвело б до знищення історичних центрів міст, деякі з яких були побудовані чотири століття тому. Тому Міністерство водних шляхів і громадських робіт організувало конкурс на створення кращого плану зі створення надійного і недорогого рішення. Всього було подано шість заявок.
Розташування бар'єру в руслі Ньїве-Ватервег накладало значні обмеження на його конструкцію, оскільки з цього водного шляху проходив основний маршрут у порт Роттердама — найбільший в світі порт того часу. З цієї причини не можна було використовувати конструкцію, подібну бар'єру на Східній Шельді або бар'єру на Темзі, оскільки вона перешкоджала б судноплавству.
План що отримав схвалення комісії полягав у створенні двох великих плавучих воріт, стулки яких мали вигляд кругових секторів і розташовувалися на двох берегах один навпроти одного. Істотною перевагою даного варіанту було те, що як будівництво, так і поточне обслуговування могло вестися в сухих доках і ніякі суттєві частини конструкції не перебували під водою. Крім того, ніяких перешкод для прямуючих кораблів такий тип бар'єру не привносить.

## Будівництво

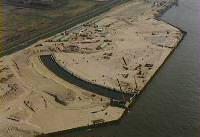
Підготовка сухих доків

Спорудження бар'єру розпочалося в 1991 році. В першу чергу на берегах були побудовані два сухих дока, а також опорна платформа, що проходить по дну Ньїве-Ватервег. У доках були побудовані 210-метрові сталеві стулки воріт заввишки 22 метра, після чого до них були прикріплені 237-метрові ферми. Для порівняння — висота Ейфелевої вежі становить 300 м, однак вага кожної із стулок бар'єру перевищує вагу всієї паризької пам'ятки в два рази. Основним завданням таких опор є перерозподіл сил, що діють на бар'єр в закритому положенні, на точки кріплення. При відкритті або закритті воріт кріплення працює як кульовий шарнір, подібно руці або стегну людини. Кріплення були зроблені чеською компанією Шкода Холдинг і є найбільшими кульовими шарнірами в світі — діаметр кожного з них становить 10 м, а вага — 680 тонн.
Після шести років будівництва, 10 травня 1997 року, бар'єр було введено в дію у присутності королеви Беатрикс. З 660 млн євро, виділених на проект «Європорткерінг», 450 млн було витрачено на будівництво Масланткерінгу.

## Експлуатація
Масланткерінг є судноплавним каналом завдовжки 380 м, завширшки 360 м та завглибшки 17 м, який в разі повені перекривається затворами- батопортами. Бар'єр управляється автоматизованою системою, яка відстежує дані по погоді і рівню моря. При нормальних умовах батопорти заховані в доках, що знаходяться на обох берегах, і кораблі без проблем пропливають по 360-метровому каналу. У разі, коли в Роттердамі очікується підйом води понад 3 м, бар'єр автоматично закривається. Процедура починається за 4 години до самого закриття воріт, кораблі інформуються про закриття проходу. За дві години перед закриттям трафік по Ньїве-Ватервег припиняється. Коли до закриття залишається 30 хвилин, в доки починає подаватися вода, і коли ворота починають плавати, приводяться в дію два так званих «локомобілі», що зсувають стулки. Коли відстань між стулками зменшується до 1,5 м, порожнечі всередині воріт починають заповнюватися водою, що опускає їх на опорну платформу, що проходить по дну річки. На випадок тривалого закриття бар'єру передбачений механізм спуску води Рейну — повітря закачується в стулки, вони піднімають, і надлишки води скидаються в море.
Тестові закриття бар'єру виконують раз на рік, як правило, у вересні або жовтні. Очікується, що через шторм Масланткерінг буде закриватися, найменше, один раз на 10 років. Якщо врахувати підвищення рівня моря, то через 50 років частота закриття буде збільшена до одного разу на 5 років. За перші десять років служби бар'єр жодного разу не закривався через шторм.

### Шторм 8 листопада 2007
Для перевірки функціональності бар'єру в реальних умовах порогове значення рівня води, при якому відбувається автоматичне закриття, було знижено з 3 м над нормальним амстердамським рівнем до 2,6 м в період штормів 2007 року. 8 листопада 2007 року на країни Північного моря обрушився шторм, який призвів до створення умов, що ініціюють процедуру закриття бар'єру, і Масланткерінг був вперше закритий по «бойовій тривозі». Процес закриття розпочався о 23.10 за місцевим часом (CET) і закінчився о 1 годині ночі. Знову відкрито бар'єр було 9 листопада приблизно о 18.00.
Бар'єри Остершельдекерінг і Хартелкерінг в цей шторм також були закриті, що дозволило реалізувати повний захист узбережжя вперше з початку реалізації проекту «Дельта».

## Копії та дублери
У парку мініатюр Мадуродам представлена робоча версія бар'єру в масштабі 1: 250. Її створення зайняло 6 місяців, в той час як будівництво самого бар'єра — 6 років. Ще одна мініатюра є в туристичному центрі поруч з Масланткерінгом.
Інший судноплавний канал — Каландканал, що проходить на південь від Ньїве-Ватервег — захищений бар'єром меншого розміру, який називається Хартелкерінг і розташовується на 5 км далі від узбережжя.